# Tranvia Forlì-Ravenna
La tranvia Forlì-Ravenna era una linea tranviaria interurbana a vapore che collegò Forlì a Ravenna tra il 1883 e il 1929.

## Storia

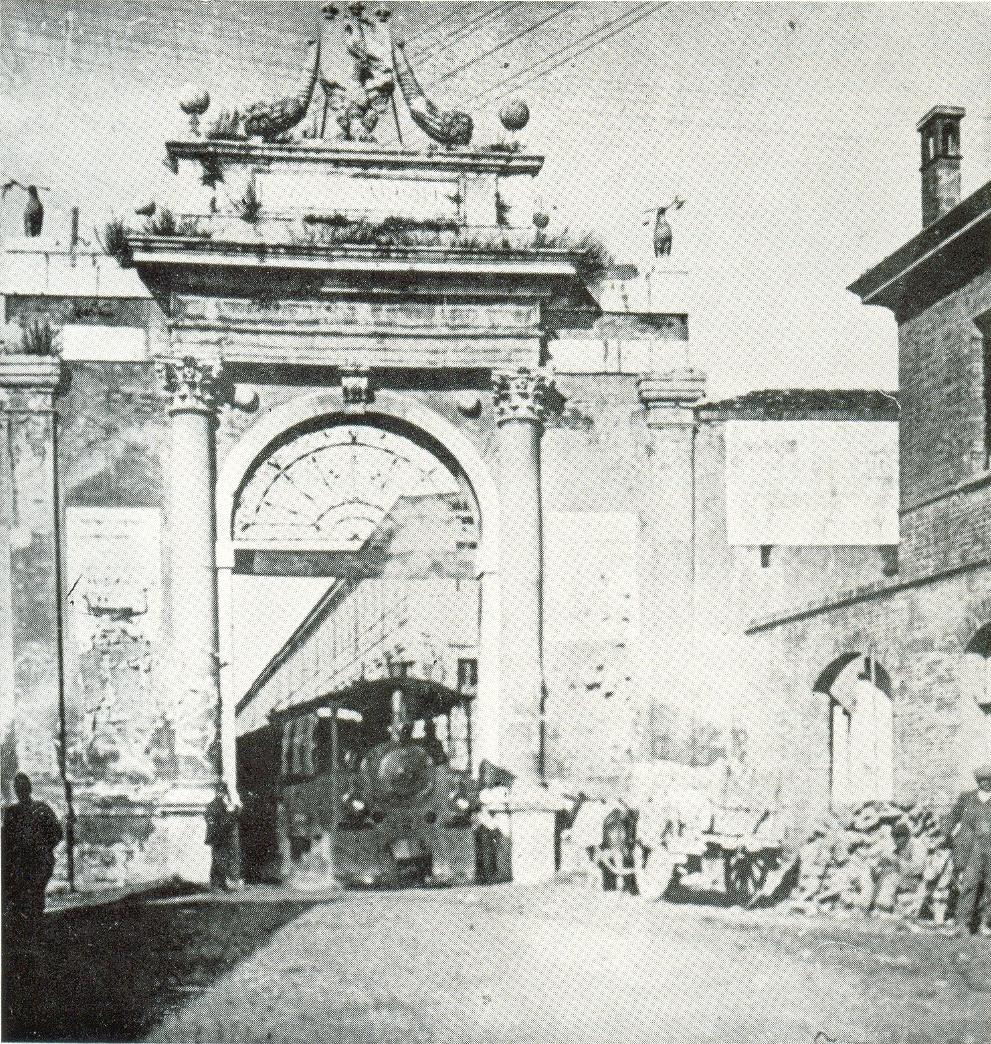
Tram in transito sotto porta Nuova a Ravenna in direzione Forlì

Negli anni settanta del XIX secolo, Ravenna godeva di un unico collegamento ferroviario, una diramazione della linea Bologna-Ancona che metteva il capoluogo romagnolo in collegamento con Castel Bolognese. Forlì dista in linea d'aria da Ravenna meno di 30 km, ma il collegamento su strada ferrata, con itinerario Ravenna-Castel Bolognese e Castel Bolognese-Forlì, diventava lungo 61 km.

### La gestione Brusaporci
La domanda per una tranvia a vapore che unisse le due città fu avanzata alle rispettive province da due uomini d'affari, l'ingegner Giulio Romagnoli di Forlì e Giovanni Brusaporci di Meldola, nella primavera del 1879. Gli stessi avevano proposto all'ente provinciale forlivese anche un collegamento Forlì-Ronco-Meldola. Nel 1881 tale linea fu aperta all'esercizio, mentre per la linea verso il ravennate occorse più tempo. Gli studi furono ultimati solo nel 1882; il benestare ministeriale arrivò il 17 gennaio dell'anno seguente e quindi solo il 30 giugno Brusaporci firmò il capitolato che gli concesse l'esercizio della tranvia. L'apertura al servizio passeggeri avvenne il 10 novembre 1883, mentre quello merci fu avviato l'anno seguente.
Il 7 novembre 1884, il tram giunse alla Darsena di Ravenna, nei pressi della stazione ferroviaria. Brusaporci avrebbe voluto che la tranvia attraversasse il centro cittadino, ma il consiglio comunale fu contrario all'idea, per cui il tracciato urbano aggirò il centro passando in mezzo al quartiere Garibaldi.

### La "Belga"
Nel 1885, Brusaporci cedette la concessione alla Société Anonyme des Tramways des Romagnes, società di diritto belga [del gruppo Entreprise Generale de Travaux (Engetra).
Con la "belga" furono acquisiti nuovi rotabili e si incrementò il traffico merci: negli anni seguenti furono aperti i raccordi con la Fonderia Forlanini di Forlì ed alcune fornaci, oltre alla linea Ravenna-Classe, di 4 km, inaugurata il 3 giugno 1900 e destinata prevalentemente al traffico generato dallo zuccherificio di Classe; la stessa società Ligure Ravennate, proprietaria dello zuccherificio, aveva infatti promosso la linea. Nello stesso tempo si incrementarono i disagi e le lamentele sia da parte degli abitanti delle zone attraversate dalla linea sia dei suoi utenti.
Nel 1906, il comune ravennate chiese ed ottenne di trasferire i binari alle spalle del quartiere Garibaldi, dopo le lamentele dei suoi abitanti, le quali risalivano fin dal 1888. Fra il 1913 e il 1914 al tracciato da poco spostato si aggiunse un altro tronco, più esterno, che fu percorso dai soli treni merci diretti alla Darsena.
Nel anni dieci del XX secolo, la belga si propose per alcuni nuovi progetti tranviari come la linea Classe-Marina (1911) e la Ravenna-Porto Corsini (1912). Se per la prima richiesta non si ebbe alcuna prosecuzione concreta, per la seconda si ottenne una concessione su un progetto disegnato dall'ingegner Alfredo Poletti, ma i lavori non vennero avviati. Secondo il Giuntini (1996), il mancato inizio dei lavori può essere imputato al cambio di ragione sociale. Nel 1912, infatti la Belga divenne Società Anonima Tramways de Lombardie et Romagnes (SATLR), acquisendo la gestione diretta di altre linee tranviarie dell'Engetra in Italia.
Durante la prima guerra mondiale, l'Ufficio Speciale delle Ferrovie ridusse le assegnazioni di coke, costringendo la SATLR ad interrompere il servizio nel giugno 1917.

### Fra il rilancio e la chiusura
L'esercizio riprese nel dopoguerra, ma nel 1922 e nel 1923 la gestione tranviaria fu così deficitaria che la SATLR minacciò la chiusura della linea. Le due deputazioni provinciali furono d'accordo per sostituire l'obsoleta trazione a vapore con quella elettrica e aprirono le trattative con l'impresa belga. Ben presto alle province si aggiunse anche la Camera di Commercio di Ravenna, intenzionata a favorire la sostituzione dei belgi con nuovi concessionari.
Nel 1924 si avviarono le pratiche per elettrificare la linea e prolungarla fino a Porto Corsini. Le province avrebbero riscattato sia la Forlì-Ravenna sia la Meldola-Forlì, mentre la Banca Tecnica Industriale le avrebbe ristrutturate ed elettrificate, ottenendone in cambio l'esercizio. Anche questo progetto, tuttavia, finì in un nulla di fatto.
Il traffico merci cessò il 31 dicembre 1929, mentre quello viaggiatorì proseguì fino al successivo 10 gennaio 1930.

## Caratteristiche
| Unknown route-map component "uexKBHFa" |

|  | Unknown route-map component "uexABZgl" | Unknown route-map component "uexKBHFeq" |

| Unknown route-map component "uexWBRÜCKE1" |

| Unknown route-map component "uexBHF" |

| Unknown route-map component "uexHST" |

| Unknown route-map component "uexHST" |

| Unknown route-map component "uexBHF" |

| Unknown route-map component "uexBHF" |

| Unknown route-map component "uexHST" |

| Unknown route-map component "uexHST" |

| Unknown route-map component "uexBHF" |

| Unknown route-map component "uexBHF" |

| Unknown route-map component "uexKBHFaq" | Unknown route-map component "uexABZgr" |  |

| Unused urban continuation forward |

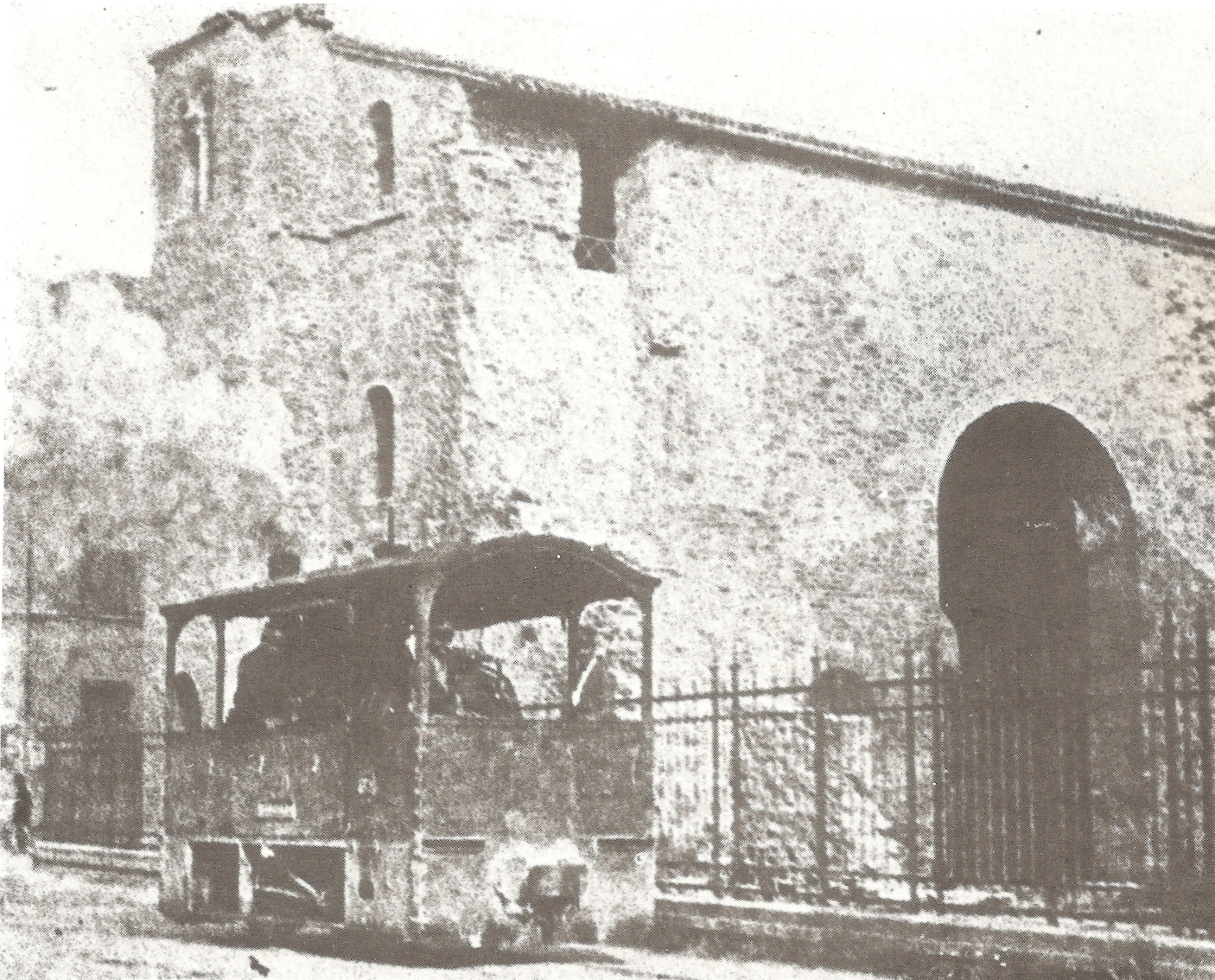
Dettaglio di una delle locomotive a vapore utilizzate, in transito a Ravenna presso il cosiddetto palazzo di Teodorico

La linea era una tranvia interurbana a binario semplice lunga 27 km. Lo scartamento adottato era metrico, con rotaie da 18 kg/m posate in spezzoni da 7,50 m.
La pendenza massima del tracciato risultava del 17,50 per mille, mentre la distanza minima dalle case fu fissata a 2,5 metri. Il raggio minimo di curvatura era di 150 m.
Per il servizio erano impiegate locomotive a vapore di tipo tranviario che potevano rimorchiare fino a cinque carrozze. La velocità massima consentita fu fissata a 20 km/h nei tratti extraurbani e 6 km/h, con accompagnamento da parte del personale, in quelli urbani. Il Giuntini (1996) riporta varie testimonianze per le quali i limiti sia di velocità e sia di rimorchi trainabili non vennero rispettati. La percorrenza risultava di 98 minuti.
La linea per Classe era armata con rotaie Vignoles da 21 kg/m.

### Percorso
Lasciata Ravenna e superato un primo punto d'incrocio al Ponte della Cella, sul fiume Montone, il binario tranviario seguiva la via Ravegnana, lungo l'argine sinistro del fiume Ronco, servendo Longana, Ghibullo, Gambellara, Coccolia e Durazzanino e sovrappassando, dopo questa località, il canale Emiliano Romagnolo, per giungere al capolinea forlivese.
A Forlì la stazione era comune alla linea per Meldola, posta lateralmente a via Alfredo Oriani (44.221634°N 12.049153°E) e presso la quale avevano sede il deposito-officina e la direzione di esercizio.
Sempre a Forlì rimase per pochi anni in esercizio una breve diramazione urbana fra Piazzale della Vittoria e Piazza Vittorio Emanuele II (attuale Piazza Aurelio Saffi), lungo l'allora Corso Vittorio Emanuele (poi Corso della Repubblica).

### Materiale rotabile
Per la trazione dei treni delle due linee furono utilizzate in totale 15 locomotive a vapore di tipo tranviario di vari tipi, così riassumibili:
| Unità   | Anno di costruzione | Rodiggio | Costruttore                     | N. di costruzione | Note                                                              |
| ------- | ------------------- | -------- | ------------------------------- | ----------------- | ----------------------------------------------------------------- |
| 1 ÷ 8   | Vari                | B        | Cerimedo & C. / Henschel & Sohn |                   | L'unica unità Henschel, del 1881, aveva il n. di costruzione 1302 |
| 9, 10   | 1883                | B        | Krauss                          | 1431, 1434        |                                                                   |
| 21 ÷ 23 | 1907                | B        | La Meuse                        | 2157 ÷ 2159       |                                                                   |
| 31, 32  | 1913                | C        | La Meuse                        | 2717, 2718        |                                                                   |

## Galleria d'immagini

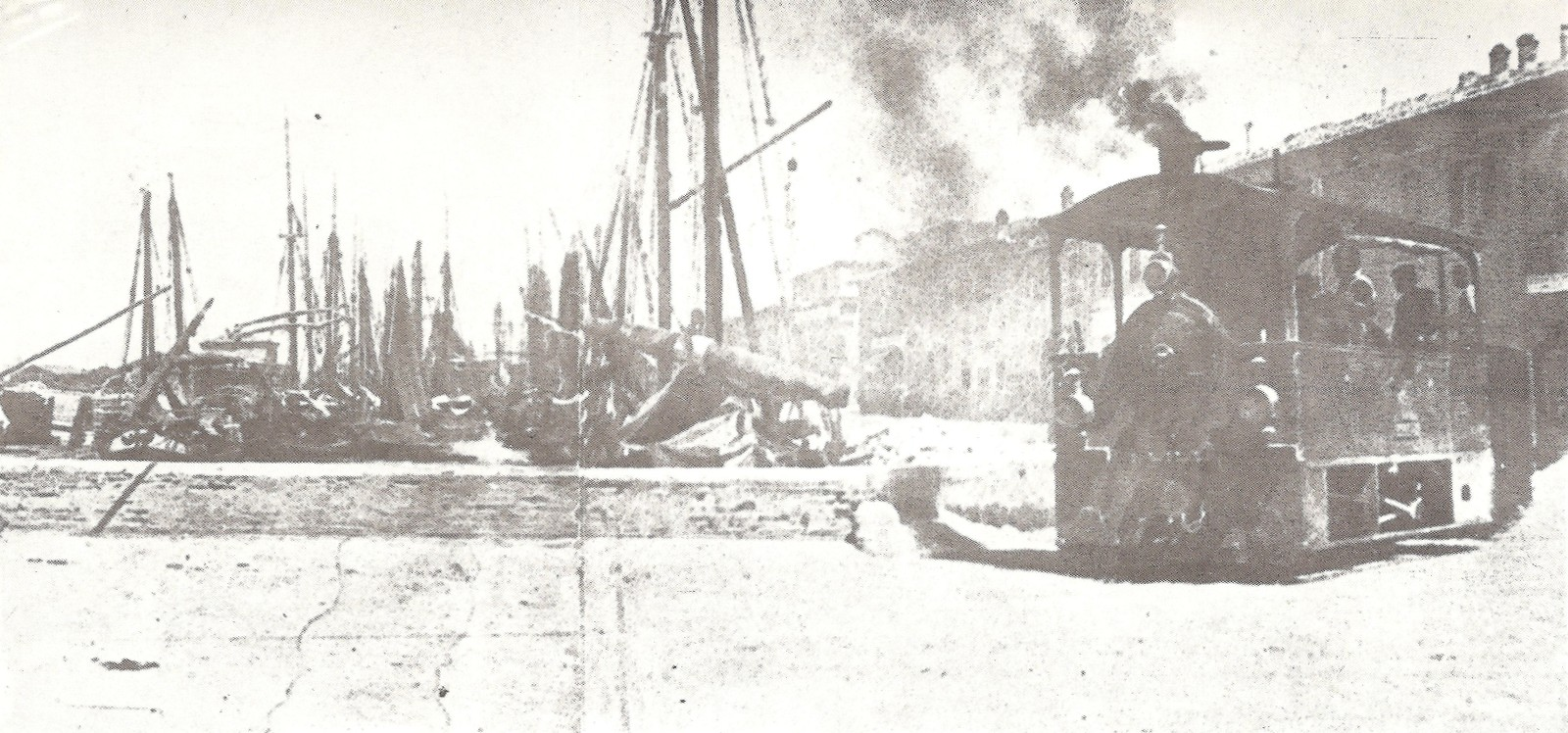
Il tram presso la darsena di Ravenna
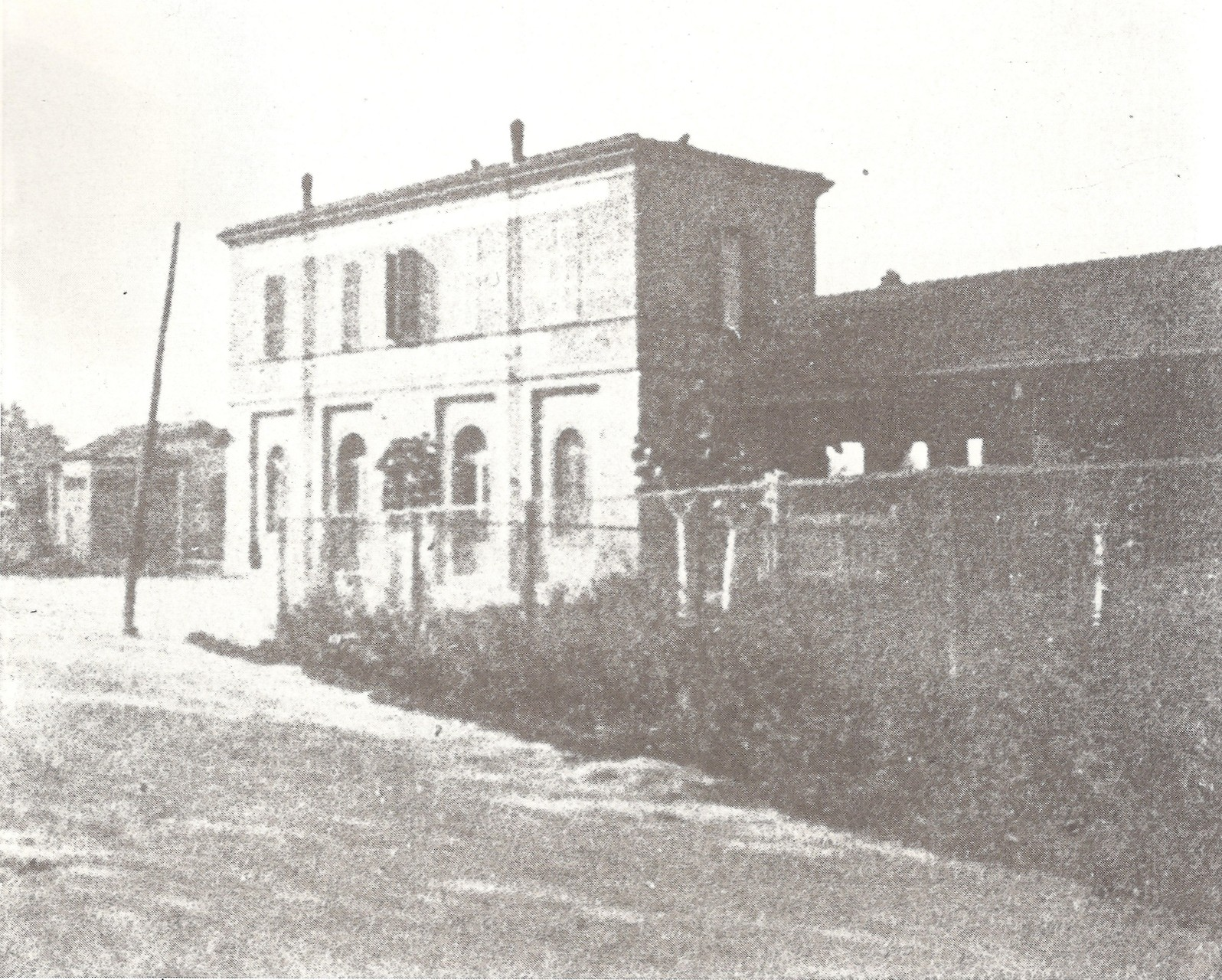
La stazione della tranvia, sita in via Mangagnina a Ravenna
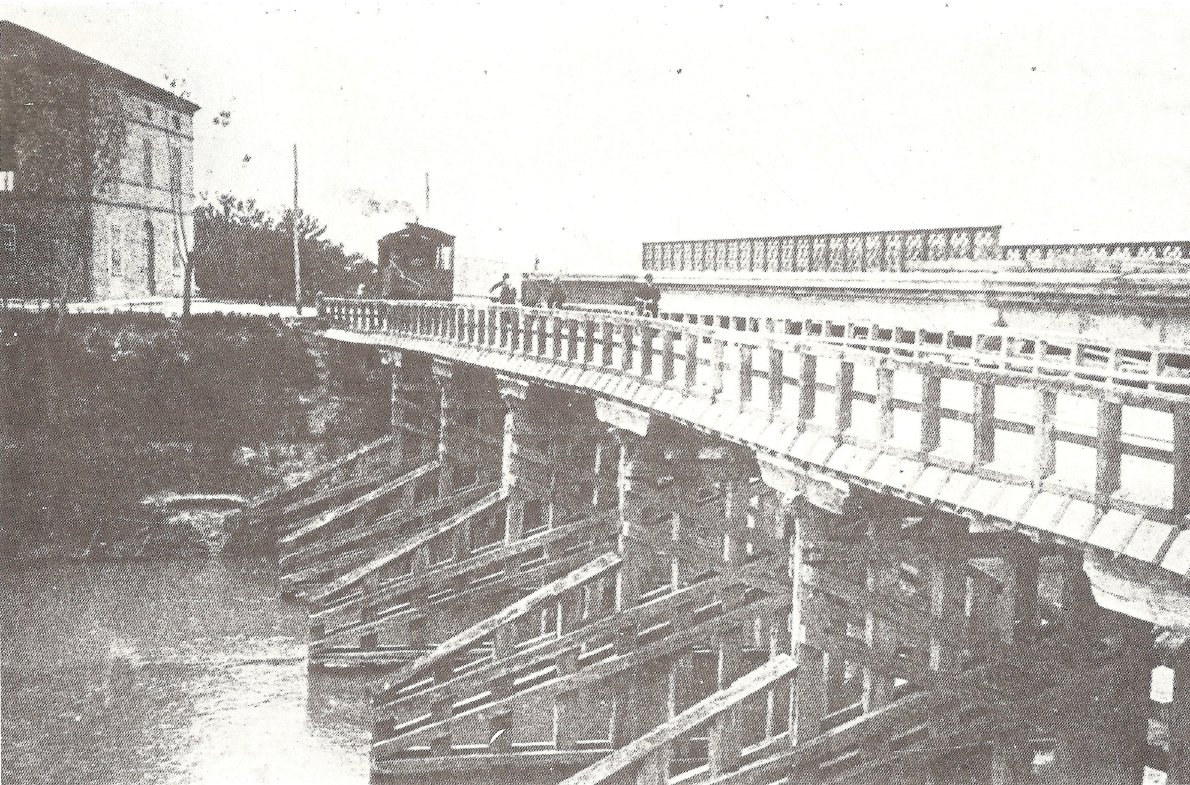
Transito sul fiume Montone
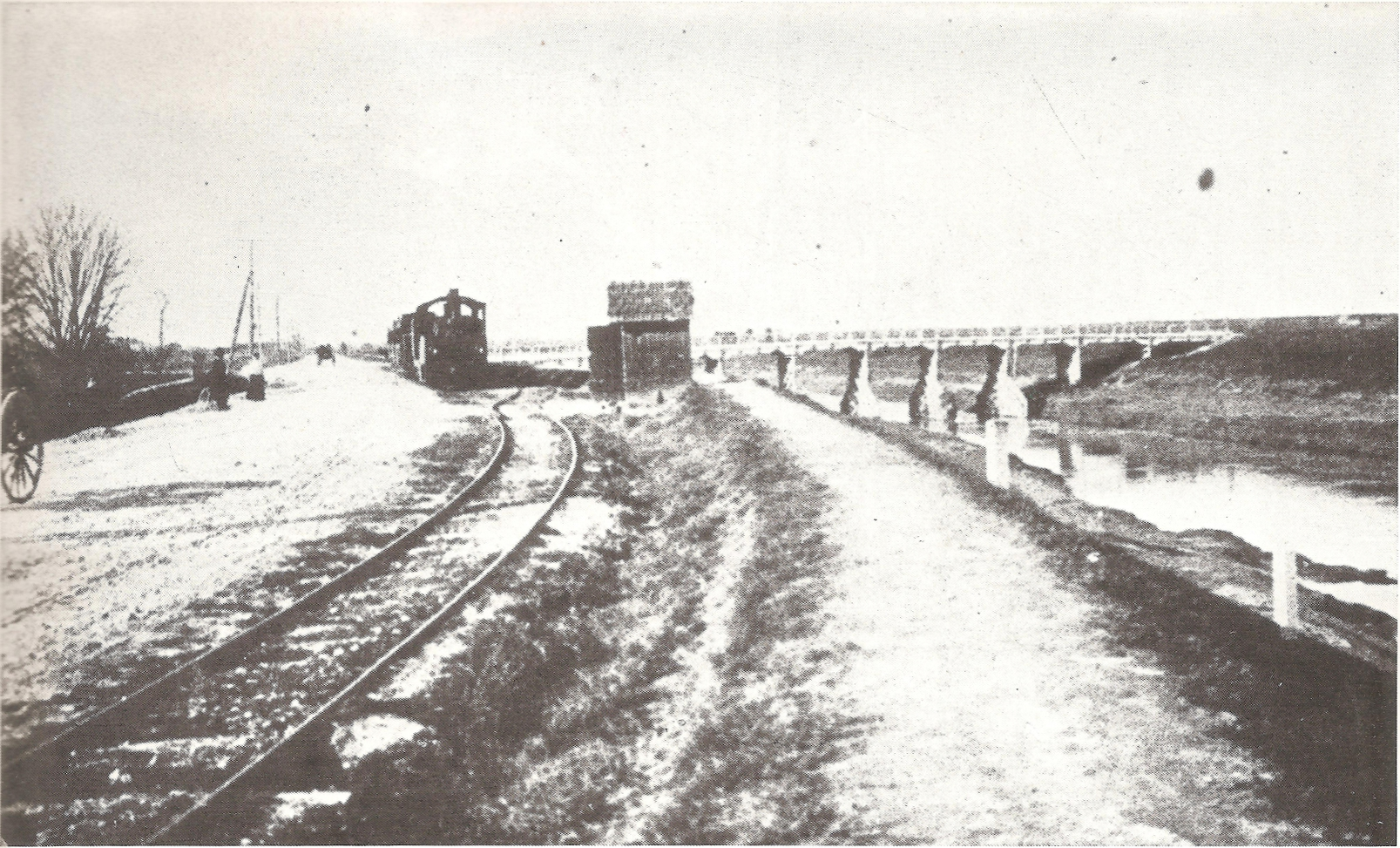
Fermata Ponte della Cella; si possono notare lo scambio e la capannina in legno
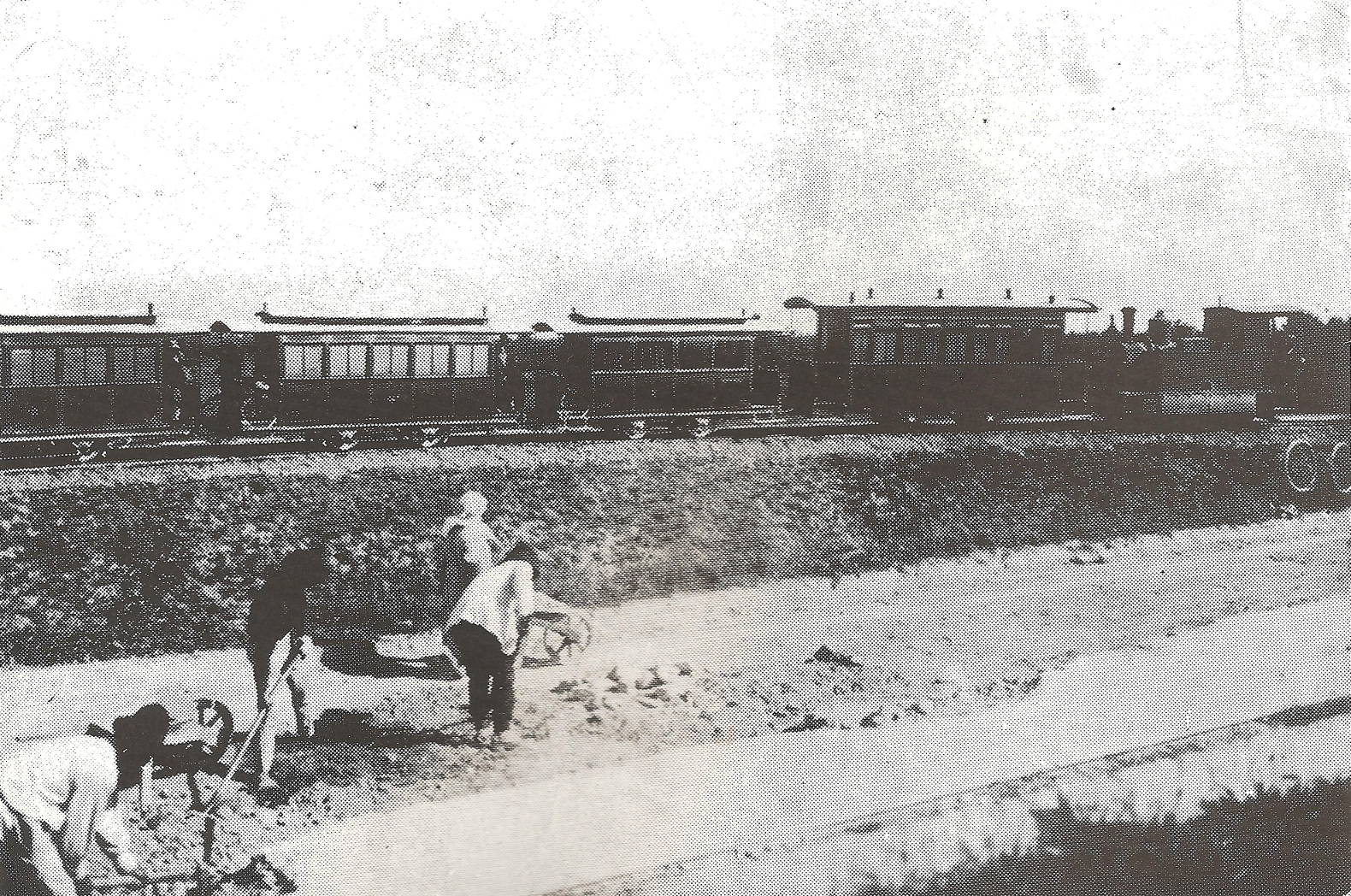
Transito lungo l'argine del fiume Ronco con carrozze viaggiatori